# Lijst van universiteiten in de Verenigde Staten
Hieronder een lijst van universiteiten in de Verenigde Staten, gesorteerd per staat. De lijst omvat zowel openbare als private universiteiten.

## Alabama
- University of Samford - Birmingham
- Jacksonville State University (JSU) - Jacksonville
- University of Troy - Troy
- University of Alabama - Tuscaloosa
  - University of Alabama at Birmingham - Birmingham
  - University of Alabama in Huntsville - Huntsville
- University of North Alabama - Florence (Alabama)
- University of South Alabama - Mobile (Alabama)

## Alaska
- Universiteit van Alaska - Anchorage

## Arizona
- Arizona State University - verschillende locaties in en rond Phoenix
- Universiteit van Arizona - Tucson

## Arkansas
- Arkansas Tech University - Russellville (Arkansas)
- Ouachita Baptist Universiteit - Arkadelphia
- Staatsuniversiteit van Arkansas (ASU) - Jonesboro
- Universiteit van Centraal Arkansas - Conway
- Universiteit van Arkansas - Fayetteville

## Californië

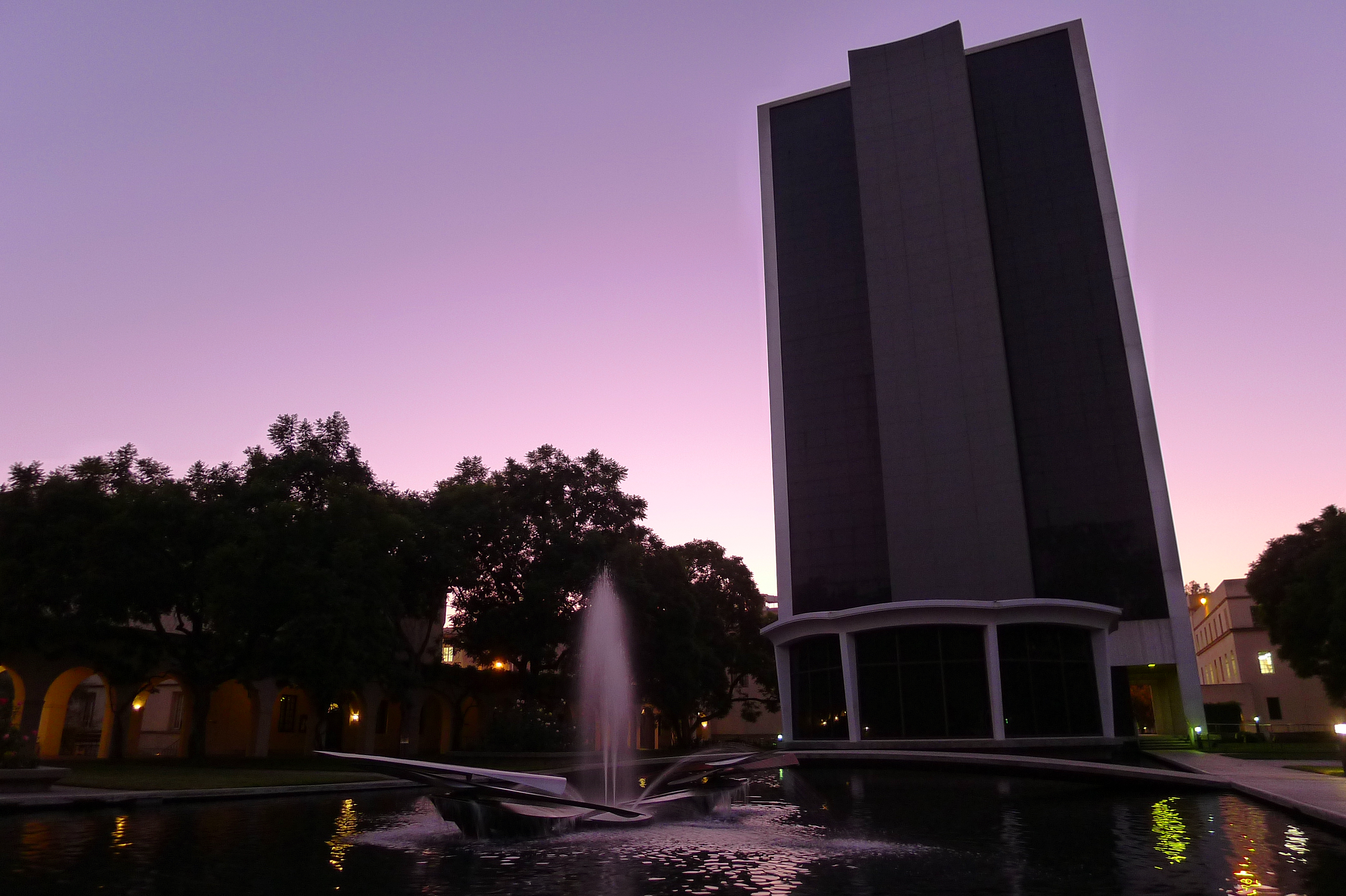
Caltech

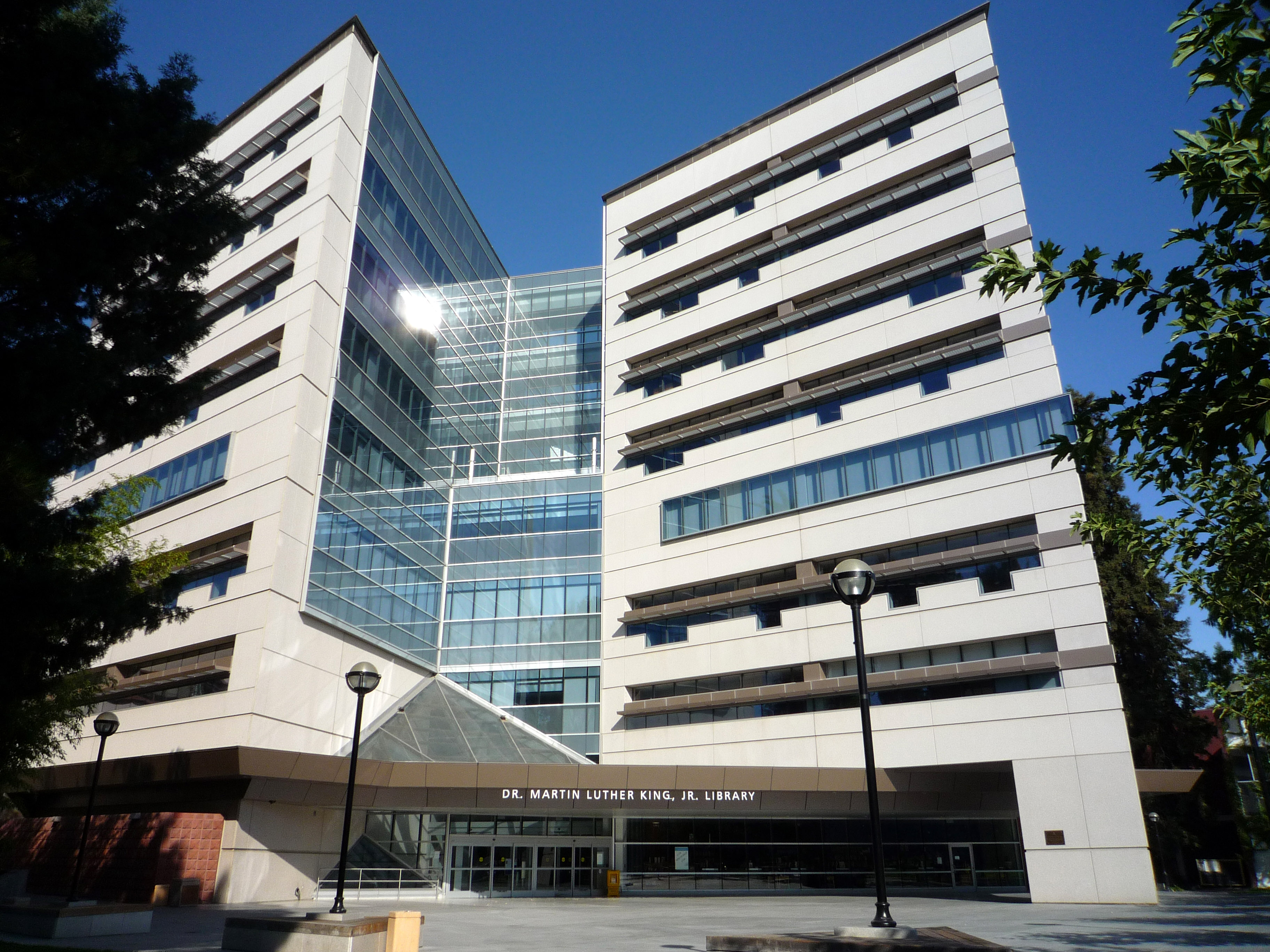
San José State University

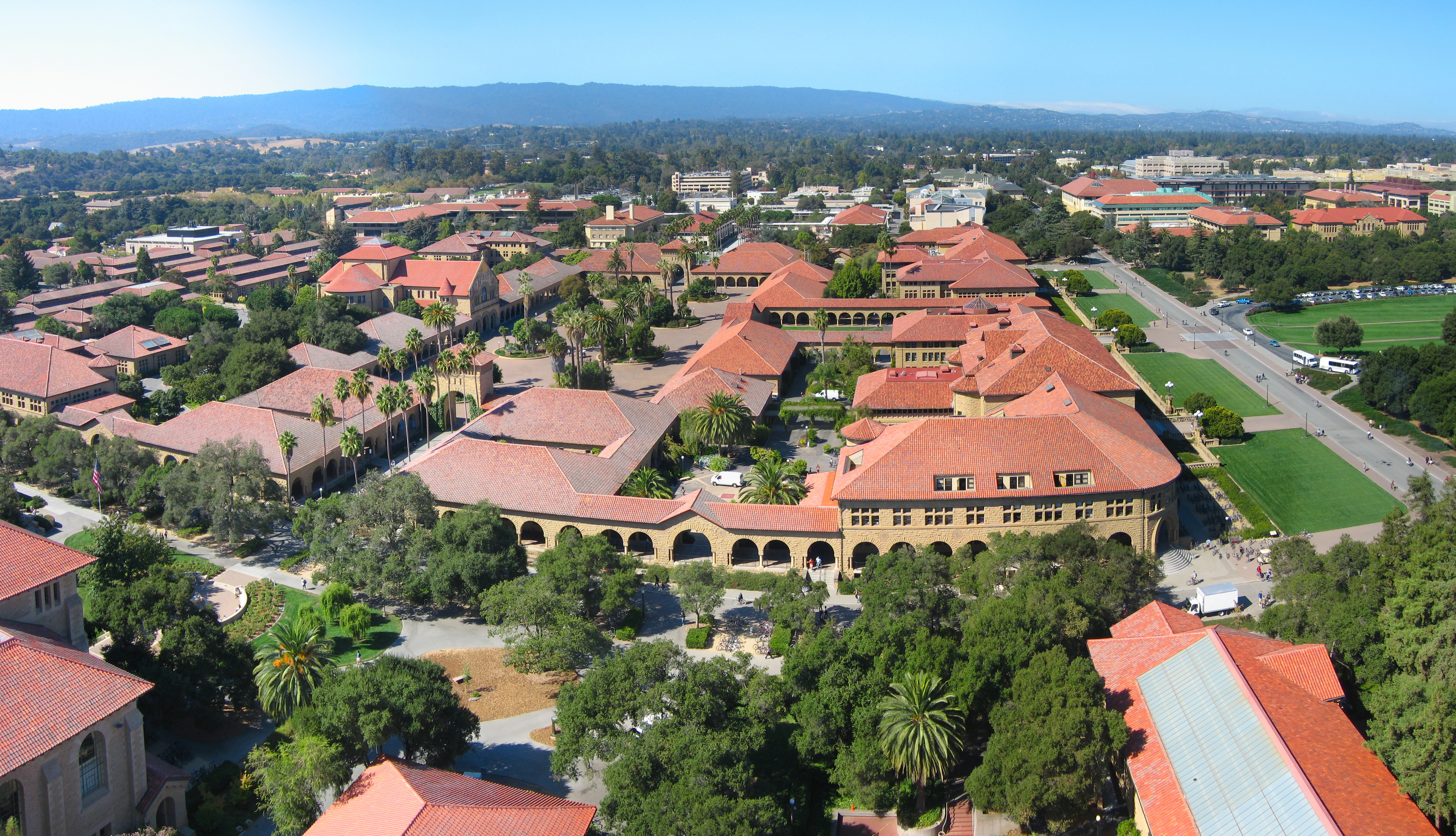
Stanford

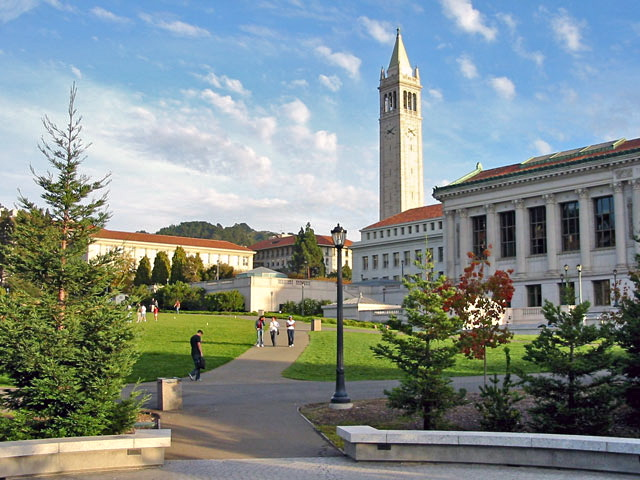
Universiteit van Californië - Berkeley

- Academy of Art University - San Francisco
- Alliant International University - San Diego
- American Jewish University - Los Angeles
- Anaheim University - Anaheim
- Art Center College of Design - Pasadena
- Azusa Pacific University - Azusa
- Biola University - La Mirada
- California College of the Arts - Oakland en San Francisco
- California Institute of Technology (Caltech) - Pasadena
- California State University
  - California Maritime Academy - Vallejo
  - California Polytechnic State University - San Luis Obispo
  - California State Polytechnic University - Pomona
  - California State University - Bakersfield
  - California State University - Channel Islands
  - California State University - Chico
  - California State University - Dominguez Hills
  - California State University - East Bay
  - California State University - Fullerton
  - California State University - Fresno
  - California State University - Long Beach
  - California State University - Los Angeles
  - California State University - Monterey Bay
  - California State University - Northridge
  - California State University - Sacramento
  - California State University - San Bernardino
  - California State University - San Marcos
  - California State University - Stanislaus
  - Humboldt State University - Arcata
  - San Diego State University - San Diego
  - San Francisco State University - San Francisco
  - San José State University - San Jose
  - Sonoma State University - Rohnert Park
- Defense Language Institute - Monterey
- Dominican University of California - San Rafael
- Loyola Marymount University - Los Angeles
- Naval Postgraduate School - Monterey
- Pepperdine-universiteit - Malibu
- Santa Clara-universiteit - Santa Clara
- Stanford-universiteit - Stanford
- University of the Pacific - Stockton
- Universiteit van Californië (UC)
  - Universiteit van Californië - Berkeley
  - Universiteit van Californië - Davis
  - Universiteit van Californië - Irvine
  - Universiteit van Californië - Los Angeles (UCLA)
  - Universiteit van Californië - Merced
  - Universiteit van Californië - Riverside
  - Universiteit van Californië - San Diego
  - Universiteit van Californië - San Francisco
  - Universiteit van Californië - Santa Barbara
  - Universiteit van Californië - Santa Cruz
- University of Southern California - Los Angeles
- Universiteit van San Francisco - San Francisco
- Universiteit van Redlands - Redlands

## Colorado

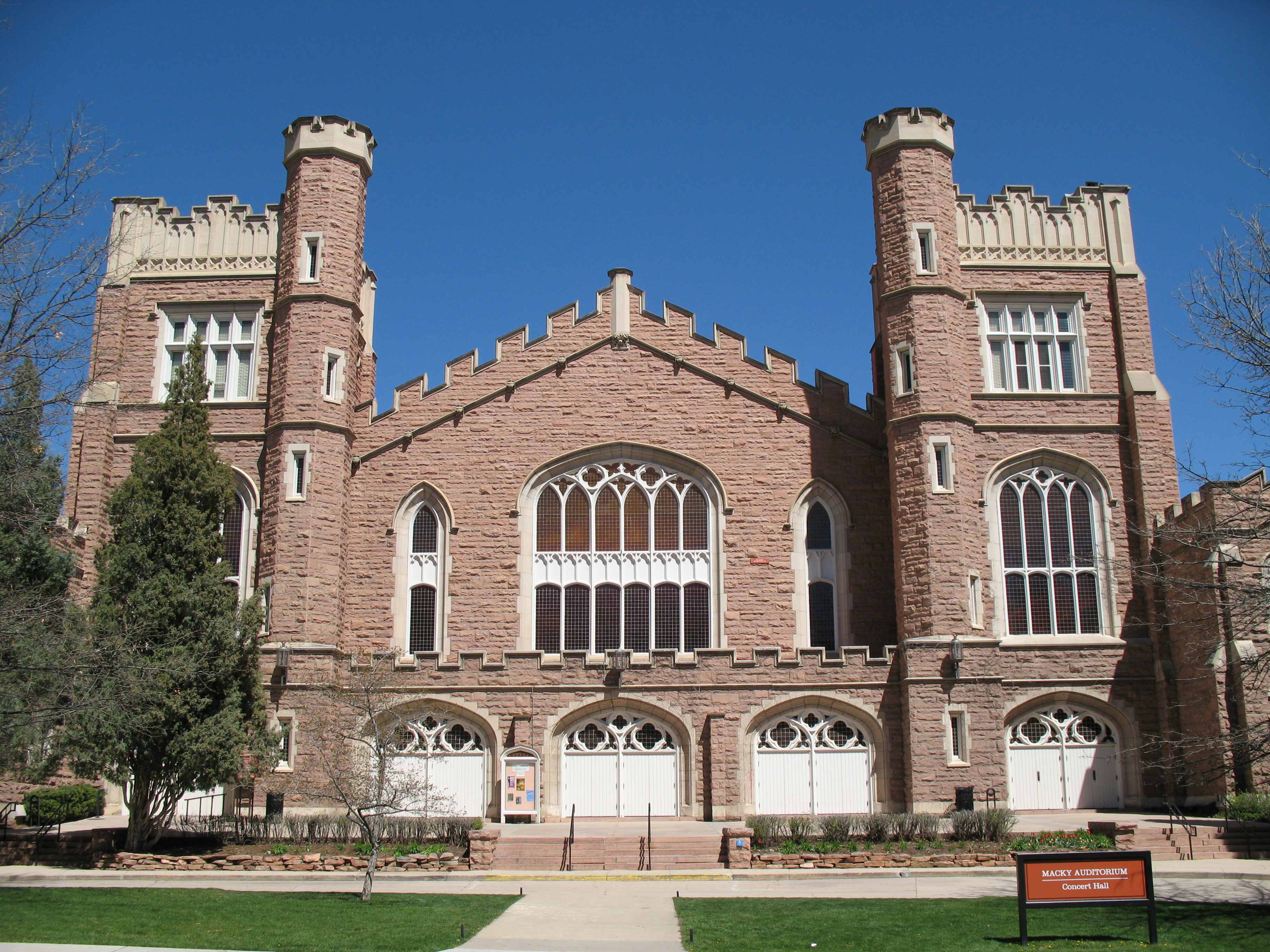
Universiteit van Colorado te Boulder

- Art Institute of Colorado - Denver
- Colorado Christian University - Lakewood
- Colorado Mesa University - Grand Junction
- Colorado School of Mines - Golden
- Colorado State University System
  - Colorado State University - Fort Collins
  - Colorado State University - Pueblo
- Colorado Technical University - Colorado Springs
- DeVry University - Westminster
- Johnson & Wales University - Denver
- Jones International University - Centennial
- Metropolitan State College of Denver - Denver
- Naropa-universiteit - Boulder
- Regis-universiteit - Denver
- Rocky Vista University College of Osteopathic Medicine - Parker
- United States Air Force Academy - Colorado Springs
- Universiteit van Colorado
  - Universiteit van Colorado te Boulder
  - Universiteit van Colorado te Colorado Springs
  - Universiteit van Colorado Denver
- Universiteit van Denver
- Universiteit van Noord-Colorado - Greeley

## Connecticut
- Yale-universiteit - New Haven

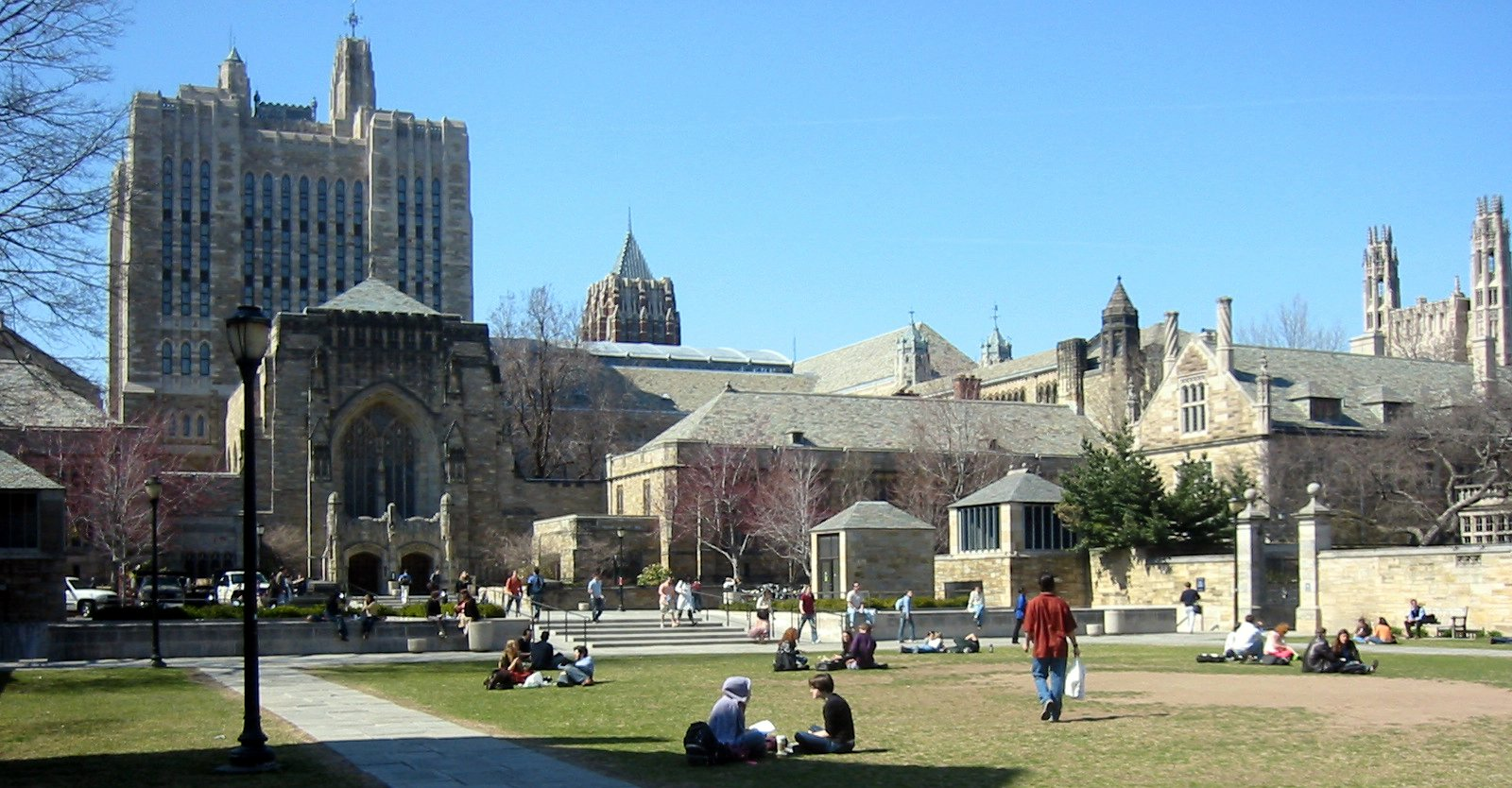
Yale

- Universiteit van Connecticut - Storrs
- Universiteit van Hartford - Hartford
- Universiteit van Bridgeport - Bridgeport
- Wesleyan Universiteit - Middletown

## Delaware
- Universiteit van Delaware - Newark

## Florida
- Florida A & M University - Tallahassee
- Florida Internationale Universiteit - Miami
- Florida State University - Tallahassee
  - Universiteit van Zuid-Florida (USF) - Tampa
- Johnson & Wales University - North Miami
- Universiteit van Miami - Coral Gables
- Universiteit van Florida - Gainesville

## Georgia
- Columbus State University - Columbus (Georgia)
- Emory University - Atlanta
- Georgia State University - Atlanta
- Georgia Institute of Technology - Atlanta
- University of Georgia - Athens (Georgia)
- Clark Atlanta University - Atlanta

## Hawaï
- Universiteit van Hawaï
  - Universiteit van Hawaï in Manoa
  - Universiteit van Hawaï in Hilo
  - Universiteit van Hawaï in West Oahu

## Idaho
- University of Idaho - Boise, Moscow, Coeur d'Alene, Idaho Falls
- Boise State University - Boise
- Idaho State University - Pocatello

## Illinois
- Bradley Universiteit - Peoria
- Chicago State University - Chicago
- DePaul-universiteit - Chicago
- East-West-universiteit - Chicago
- Eastern Illinois Universiteit - Charleston
- Illinois Institute of Technology - Chicago
- Illinois State University - Normal
- Illinois Wesleyan Universiteit - Bloomington
- Loyola-universiteit - Chicago
- Northern Illinois University - DeKalb
- Northwestern-universiteit - Evanston en Chicago
- Roosevelt-universiteit - Chicago
- Universiteit van Chicago - Chicago
- Universiteit van Illinois
  - Universiteit van Illinois te Urbana-Champaign - Urbana
  - Universiteit van Illinois te Chicago - Chicago
  - Universiteit van Illinois te Springfield - Springfield
- Universiteit van Noord-Illinois - DeKalb
- Universiteit van Noordoost-Illinois - Chicago
- Universiteit van Zuid-Illinois - Edwardsville, Carbondale
- Western Illinois University (WIU) - Macomb
- Wheaton College - Wheaton

## Indiana
- Ball State University - Muncie
- Butler Universiteit - Indianapolis
- DePauw University - Greencastle
- Indiana University, Bloomington
- Purdue University - West Lafayette
- Staatsuniversiteit van Indiana - Terre Haute
- Taylor Universiteit - Upland
- Universiteit van Evansville - Evansville
- University of Notre Dame - South Bend
- Valparaiso Universiteit - Valparaiso (Indiana)

## Iowa
- Drake universiteit - Des Moines (Iowa)
- Staatsuniversiteit van Iowa - Ames
- Universiteit van Iowa - Iowa City
- Universiteit van Noord-Iowa - Cedar Falls
- William Penn Universiteit - Oskaloosa (Iowa)

## Kansas
- Emporia Staatsuniversiteit - Emporia
- Universiteit van Kansas - Lawrence
  - Universiteit van Kansas - Kansas City
  - Universiteit van Kansas - Wichita
  - Universiteit van Kansas - Overland Park
  - Universiteit van Kansas - Topeka
  - Schiefelbusch Institute for Life Span Studies - Parsons
  - Kansas Law Enforcement Training Center — Hutchinson
- Kansas State University - Manhattan
- Wichita Staatsuniversiteit - Wichita

## Kentucky
- Staatsuniversiteit van Kentucky - Frankfort
- Universiteit van Noord Kentucky - Highland Heights
- Universiteit van West-Kentucky - Bowling Green
- Universiteit van Kentucky - Lexington
- Universiteit van Louisville - Louisville

## Louisiana
- Loyola Universiteit New Orleans - New Orleans
- McNeese State University - Lake Charles
- Universiteit van Louisiana - Baton Rouge
  - Universiteit van Louisiana - Monroe (Louisiana)
  - Universiteit van Louisiana - Lafayette (Louisiana)
- Universiteit van Louisiana - Staatsuniversiteit van Grambling - Grambling
- Staatsuniversiteit van Louisiana - Baton Rouge
- Tulane University - New Orleans

## Maine
- Bates College
- Bowdoin College - Brunswick
- Universiteit van Maine
  - Universiteit van Maine - Orono
  - Universiteit van Maine - Augusta
  - Universiteit van Maine - Farmington
  - Universiteit van Maine - Fort Kent
  - Universiteit van Maine - Machias
  - Universiteit van Maine - Presque Isle
  - Universiteit van Southern Maine
    - Universiteit van Southern Maine - Portland
    - Universiteit van Southern Maine - Gorham
    - Universiteit van Southern Maine - Lewiston

## Maryland
- Johns Hopkins University - Baltimore
- Morgan State University - Baltimore
- Universiteit van Maryland - College Park
- Universiteit van Baltimore - Baltimore

## Massachusetts
- Boston College - Chestnut Hill
- Northeastern University - Boston
- Universiteit van Boston - Boston
- Brandeis University - Waltham
- College of the Holy Cross - Worcester
- Harvard-universiteit - Cambridge
- Emerson College - Boston
- Universiteit van Boston - Boston
- Massachusetts Institute of Technology (MIT) - Cambridge
- Quincy College - Plymouth
- Universiteit van Massachusetts (UMass)
  - Universiteit van Massachusetts (UMass) - Amherst
  - Universiteit van Massachusetts (UMass) - Boston
  - Universiteit van Massachusetts (UMass) - Dartmouth
  - Universiteit van Massachusetts (UMass) - Lowell
  - Universiteit van Massachusetts (UMass) - Worcester
- Suffolk University
- Tufts University
- Williams College - Williamstown

## Michigan
- Central Michigan University - Mount Pleasant
- Eastern Michigan University - Ypsilanti
- Universiteit van Detroit Mercy - Detroit
- Universiteit van Michigan - Ann Arbor
- Michigan State University - East Lansing
- Wayne State University - Detroit
- Western Michigan University - Kalamazoo

## Minnesota
- Bemidji State University - Bemidji
- Universiteit van Minnesota - Minneapolis
- Augsburg College - Minneapolis
- Hamline-universiteit - Saint Paul
- Saint John's universiteit - Collegeville
- St. Cloud State University - St. Cloud
- Winona State University - Winona (Minnesota)
- Bethel Universiteit - Arden Hills

## Mississippi
- Mississippi State University (MSU) - Starkville
- University of Southern Mississippi - Hattiesburg

## Missouri
- Central Methodist University (CMU) - Fayette
- Lincoln Universiteit (Missouri) - Jefferson City
- Saint Louis University (SLU) - Saint Louis (Missouri)
- Staatsuniversiteit van Missouri - Springfield
  - Staatsuniversiteit van Missouri - West Plains
  - Staatsuniversiteit van Missouri - Mountain Grove
- Truman Staatsuniversiteit - Kirksville
- Universiteit van Centraal Missouri (UCM) - Warrensburg
- Universiteit van Missouri - Columbia
  - Universiteit van Missouri-Kansas City (UMKC) - Kansas City
  - Universiteit van Missouri-Rolla (UMR) - Rolla
  - Universiteit van Missouri-St.Louis (UMSL) - St. Louis
- Washington-universiteit - Saint Louis
- Webster Universiteit - St. Louis

## Montana
- Universiteit van Montana - Missoula

## Nebraska
- Nebraska Wesleyan University - Lincoln
- Universiteit van Nebraska-Lincoln - Lincoln
- Universiteit van Nebraska-Omaha - Omaha

## Nevada
- Universiteit van Nevada (UNLV) - Las Vegas
- Universiteit van Nevada - Reno

## New Hampshire
- Dartmouth College - Hanover
- New England College - Henniker
- Staatsuniversiteit van Plymouth - Plymouth
- Universiteit van New Hampshire (UNH) - Durham

## New Jersey
- Kean Universiteit - Union
- Montclair Staatsuniversiteit - Montclair (New Jersey)
- Princeton-universiteit - Princeton
- Rider universiteit - Lawrenceville (New Jersey) en Princeton (New Jersey)
- Rutgers-universiteit - Camden, Newark en New Brunswick
- The College of New Jersey - Ewing (New Jersey)

## New Mexico
- New Mexico Highlands University, Las Vegas
- Staatsuniversiteit van New Mexico - Las Cruces
- Universiteit van New Mexico, Albuquerque

## New York
- Adelphi University - New York
- Brooklyn College - New York
- City University of New York (CUNY), New York
  - City College van de (CUNY) - New York
  - Queens College van de (CUNY) - New York
- Colgate Universiteit - Hamilton
- Columbia-universiteit - New York
- Cornell University - Ithaca
- Fordham University - universiteit van de jezuïeten in New York
- Hofstra Universiteit - Hempstead
- Juilliard School - New York
- Long Island Universiteit - Brookville
- State University of New York - Binghamton
- State University of New York - Fredonia
- State University of New York - Potsdam
- State University of New York - Purchase (New York)
- State University of New York at Buffalo - Buffalo
- Purchase College of the State University of New York at Purchase - Purchase
- St. Lawrence Universiteit - Canton
- Stony Brook State University of New York (SUNY) - Stony Brook
- Syracuse University - Syracuse
- Universiteit van New York - New York
- Universiteit van Rochester - Rochester

## North Carolina
- Appalachian State University - Boone (North Carolina)
- Campbell University - Buies Creek
- Duke University - Durham
- Johnson & Wales University - Charlotte
- Mars Hill College - Mars Hill
- North Carolina State University - Raleigh
- Universiteit van North Carolina - Chapel Hill
- East Carolina University - Greenville
- Wake Forest University - Winston-Salem
- Western Carolina University - Cullowhee

## North Dakota
- Staatsuniversiteit van Minot - Minot
- Universiteit van North Dakota - Grand Forks

## Ohio
- Universiteit van Akron - Akron
  - University of Akron, Wayne College - Orrville
- Antioch College - Yellow Springs
- Ashland University - Ashland
- Baldwin-Wallace College - Berea
- Bluffton University - Bluffton
- Bowling Green State University - Bowling Green
  - Bowling Green State University, Firelands Campus - Huron
- Capital University - Columbus
- Case Western Reserve University - Cleveland
- Cedarville University - Cedarville
- Central State University - Wilberforce
- Cincinnati Christian University - Cincinnati
- Art Academy of Cincinnati - Cincinnati
- University of Cincinnati - Cincinnati
  - University of Cincinnati, Clermont College - Batavia
  - University of Cincinnati, Raymond Walters College - Cincinnati
- Circleville Bible College - Circleville
- Cleveland College of Jewish Studies - Cleveland
- Cleveland Institute of Art - Cleveland
- Cleveland Institute of Music - Cleveland
- Cleveland State University - Cleveland
- Columbus College of Art and Design - Columbus
- University of Dayton - Dayton
- Defiance College - Defiance
- Denison University - Granville
- University of Findlay - Findlay
- Franciscan University of Steubenville - Steubenville
- Franklin University - Columbus
- Hebrew Union College-Jewish Institute of Religion - Cincinnati
- Heidelberg College - Tiffin
- Hiram College - Hiram
- Hocking College - Nelsonville

- John Carroll University - University Heights
- Kent State University - Kent
  - Kent State University, Ashtabula Campus - Ashtabula
  - Kent State University, East Liverpool Campus - East Liverpool
  - Kent State University, Geauga Campus - Burton
  - Kent State University, Salem Campus - Salem
  - Kent State University, Stark Campus - North Canton
  - Kent State University, Trumbull Campus - Warren
  - Kent State University, Tuscarawas Campus - New Philadelphia
  - Kent State University, School of Technology
- Kenyon College - Gambier
- Lake Erie College - Painesville
- Lourdes College - Sylvania
- Malone College - Canton
- Marietta College - Marietta
- Medical University of Ohio - Toledo
- Miami University - Oxford
  - Miami University, Hamilton Campus - Hamilton
  - Miami Universtiy, Middletown Campus - Middletown
- College of Mount St. Joseph - Cincinnati
- Mount Union College - Allience
- Mount Vernon Nazarene University - Mount Vernon
- Muskingum College - New Concord
- Myers University - Cleveland
- Northeastern Ohio Universities College of Medicine - Rootstown (Consortium van University of Akron, Kent State University en Youngstown State University
- University of Northwestern Ohio - Lima
- Notre Dame College - South Euclid
- Oberlin College - Oberlin
- Ohio Dominican University - Columbus
- Ohio Northern University - Ada

- Ohio State University - Columbus
  - Ohio State University, Lima - Lima
  - Ohio State University, Mansfield - Mansfield
  - Ohio State University, Marion - Marion
  - Ohio State University, Newark - Newark
- Ohio Wesleyan University - Delaware
- Ohio University - Athens
  - Ohio University, Chillicothe Campus - Chillicothe
  - Ohio University, Eastern Campus - St. Clairsville
  - Ohio University, Lancaster Campus - Lancaster
  - Ohio University, Southern Campus - Ironton
  - Ohio University, Zanesville - Zanesville
- Otterbein University - Westerville
- Pontifical College Josephinum - Columbus
- Remington College - Cleveland
- Remington College Cleveland-West - North Olmsted
- University of Rio Grande - Rio Grande
- Shawnee State University - Portsmouth
- Tiffin University - Tiffin
- University of Toledo - Toledo
- Walsh University - North Canton
- Wittenburg University - Springfield
- Wright State University - Dayton
  - Wright State University, Lake Campus - Celina
- Union Institute and University - Cincinnati
- Urbana University - Urbana
- Ursuline College - Pepper Pike
- Wilberforce University - Wilberforce
- Wilmington College - Wilmington
- College of Wooster - Wooster
- Xavier University - Cincinnati
- Youngstown State University - Youngstown

## Oklahoma
- Murray State College - Tishomingo
- Oklahoma City University - Oklahoma City
- Oklahoma State University - Stillwater, Oklahoma City, Tulsa
- University of Oklahoma - Norman
- Universiteit van Centraal Oklahoma - Edmond
- Universiteit van Tulsa - Tulsa

## Oregon
- Concordia-universiteit - Portland
- Oregon Health & Science University
- Oregon University System
  - Eastern Oregon University - La Grande
  - Oregon Institute of Technology - Klamath Falls
  - Oregon State University - Corvallis
  - Portland State University - Portland
  - Southern Oregon University - Ashland
  - Universiteit van Oregon - Eugene
  - Western Oregon University - Monmouth
- Universiteit van Portland - Portland

## Pennsylvania
- Arcadia University - Glenside
- Bucknell Universiteit - Lewisburg (Pennsylvania)
- Carnegie Mellon University - Pittsburgh
- Chatham Universiteit - Pittsburgh
- Duquesne Universiteit - Pittsburgh
- Indiana University of Pennsylvania - Indiana
- Pennsylvania State University - University Park
- Saint Joseph's Universiteit - Philadelphia
- Susquehanna Universiteit - Selinsgrove
- Temple University - Philadelphia
- Universiteit van Pennsylvania - Philadelphia
- Universiteit van Pittsburgh - Pittsburgh
- Villanova University - Radnor Township
- West Chester Universiteit van Pennsylvania - West Chester

## Rhode Island
- Brown University - Providence
- Johnson & Wales University - Providence

## South Carolina
- Clemson-universiteit - Clemson
- Staatsuniversiteit van South Carolina - Orangeburg
- Winthrop University - Rock Hill

## South Dakota
- Dakota Wesleyan Universiteit (DWU) - Mitchell
- Universiteit van South Dakota - Vermillion

## Tennessee
- Austin Peay State University (APSU) - Clarksville (Tennessee)
- Lee Universiteit - Cleveland
- Lipscomb Universiteit - Nashville
- Rhodes College - Memphis
- Staatsuniversiteit van Memphis - Memphis
- Technologische Universiteit van Tennessee - Cookeville
- Union Universiteit - Jackson
  - Union Universiteit - Germantown
  - Union Universiteit - Hendersonville
- Universiteit van Memphis - Memphis
- Universiteit van Tennessee - Knoxville, Chattanooga, Martin
- Vanderbilt University - Nashville

## Texas
- Baylor Universiteit - Waco
- Christelijke Universiteit van Abilene - Abilene
- Christelijke Universiteit van Texas (TCU) - Fort Worth
- Hardin-Simmons Universiteit - Abilene
- Houston Baptist University - Houston
- Rice Universiteit - Houston
- Southern Methodist Universiteit - Dallas
- St. Mary's University - San Antonio
- Staatsuniversiteit van Texas - Austin
  - Angelo State University (ASU) - San Angelo
  - Lamar University - Beaumont
  - Lamar Institute of Technology (LIT) - Beaumont
  - Lamar State College-Orange - Orange
  - Lamar State College-Port Arthur - Port Arthur
  - Sul Ross State University - Alpine
  - Sul Ross State University-Rio Grande College - Del Rio, Eagle Pass en Uvalde
  - Sam Houston State University - Huntsville
  - Staatsuniversiteit van Texas - San Marcos - San Marcos
- Texas A&M University - College Station
  - Texas A&M University - Commerce
- Texas Christian University - Fort Worth
- Texas Tech University - Lubbock
- Trinity University (Texas) - San Antonio
- University of Houston - Houston
- University of Texas at Austin - Austin,
  - University of Texas at Arlington (UTA) - Arlington,
  - University of Texas at Dallas (UTD) - Dallas
  - University of Texas at El Paso (UTEP) - El Paso
  - Universiteit van Texas of the Permian Basin (UTPB) - Odessa
  - University of Texas Rio Grande Valley (UTRGV) - Edinburg en Brownsville
  - University of Texas at San Antonio (UTSA) - San Antonio
  - University of Texas at Tyler (UT Tyler) - Tyler
- Universiteit van Noord-Texas - Denton
- West Texas A&M University - Canyon (Texas)

## Utah
- Brigham Young University (BYU)
- College of Eastern Utah (CEU) - Price
- Universiteit van Utah - Salt Lake City
- Weber State University - Ogden (Utah)

## Vermont
- Universiteit van Vermont - Burlington (Vermont)

## Virginia
- Christopher Newport Universiteit - Newport News
- James Madison Universiteit - Harrisonburg
- Marshall Universiteit - Huntington
- Old Dominion University - Norfolk (Virginia)
- Shepherd Universiteit - Shepherdstown
- Universiteit van Virginia
- Virginia Commonwealth Universiteit - Richmond
- Virginia Polytechnic Institute and State University (Virginia Tech) - Blacksburg

## Washington D.C.
- American University -Washington D.C.
- Catholic University of America - Washington D.C.
- De George Washington Universiteit - Washington D.C.
- Georgetown Universiteit - Washington D.C.
- Howard University - Washington D.C.
- Paul H. Nitze School of Advanced International Studies - Washington D.C.

## Washington
- Central Washington Universiteit - Ellensburg
- Eastern Washington Universiteit - Cheney (Washington)
- Gonzaga Universiteit - Spokane
- Pacific Lutheran University - Tacoma
- Universiteit van Washington - Seattle
- Universiteit van West-Washington - Bellingham
- Washington State University - Pullman, Spokane, Tri-Cities (Richland) en Vancouver

## West Virginia
- West Virginia Universiteit - Morgantown
- University of Charleston - Charleston

## Wisconsin
- Alverno College - Milwaukee
- University of Wisconsin System
  - Universiteit van Wisconsin in Madison - Madison
  - Universiteit van Wisconsin in Milwaukee - Milwaukee
  - Universiteit van Wisconsin in Eau Claire - Eau Claire
  - Universiteit van Wisconsin Parkside - Kenosha
  - Universiteit van Wisconsin in La Crosse - La Crosse
  - Universiteit van Wisconsin in Oshkosh - Oshkosh
  - Universiteit van Wisconsin in Platteville - Platteville
  - Universiteit van Wisconsin in Stevens Point - Stevens Point
- Marquette University - The Catholic Jesuit University - Milwaukee
- Lawrence University - Appleton

## Wyoming
- Universiteit van Wyoming - Laramie